# Новгородченко Олена Вікторівна
Олена Вікторівна Новгородченко (5 лютого 1988, Світловодськ, Кіровоградська область, УРСР, СРСР) — українська волейболістка, зв'язуюча.

## Із біографії
Народилася 5 лютого 1988 року в Світловодську Кіровоградської області. Вихованка черкаської ДЮСШ (перші тренери — Віктор і Тетяна Новгородченко). Зріст — 180 см. Майстер спорту України.

## Кар'єра
- «ЧІПБ-Круг» (Черкаси) — 2004—2008;
- «Хімік» (Южний) — 2008—2014;
- «Штіїнца» (Бакеу, Румунія) — 2014—2015;
- «Вісла» (Варшава, Польща) — 2015—2020

## Досягнення
- Чемпіон України 2011, 2012, 2013, 2014 рр.
- Володар Кубка України 2014 року.
- Володар Кубка Румунії 2015 року.
- Переможниця першої ліги чемпіонату Польщі 2017 року.
- Краща звязуюча чемпіонату України 2013 року.
- Краща звязуюча «Фіналу чотирьох» Кубка України 2014 року.
- Гравець Національної збірної України (з 2013 року).
- Чемпіон Євроліги 2017 року.
- Учасник Євро-2017.